# Christoph Burger (Kirchenhistoriker)
Christoph Peter Burger (* 7. Februar 1945 in Oberhof, Thüringen) ist ein deutscher evangelischer Theologe (Kirchenhistoriker) und emeritierter Hochschullehrer.

## Leben
Burger studierte nach der Reifeprüfung am Rabanus-Maurus-Gymnasium in Mainz Evangelische Theologie an den Universitäten Heidelberg, Mainz und Tübingen. Nach dem ersten theologischen Examen 1968 wurde er 1971 an der Universität Heidelberg promoviert. Es folgte das Vikariat in Ingelheim und Worms und das zweite theologische Examen von 1971 bis 1972. In den Jahren 1973 bis 1975 war Burger Gemeinde- und Studentenpfarrer in Worms. Von 1975 bis 1990 arbeitete er als wissenschaftlicher Mitarbeiter an der Evangelisch-theologischen Fakultät der Eberhard-Karls-Universität Tübingen (Institut für Spätmittelalter und Reformation), 1983 erfolgte hier die Habilitation und 1990 die Ernennung zum außerordentlichen Professor. Von 1990 bis zum Eintritt in den Ruhestand 2010 war Burger dann Ordinarius für Kirchengeschichte an der Vrije Universiteit Amsterdam.
Seine Ehefrau war die Musikwissenschaftlerin Ulrike Hascher-Burger (1955–2020).
Schwerpunkt seiner Forschungen ist die Theologie und Kirchengeschichte des Spätmittelalters und der Reformationszeit.

## Schriften (Auswahl)
- Die theologische Position des älteren Arnobius. Dissertation Universität Heidelberg 1970.
- (Hrsg. und Bearbeitung): Johannes von Paltz: Werke. Drei Bände (= Spätmittelalter und Reformation, Bd. 2–4). De Gruyter, Berlin 1983–1989.
- Aedificatio, fructus, utilitas. Johannes Gerson als Professor der Theologie und Kanzler der Universität Paris (= Beiträge zur historischen Theologie, Bd. 70). Mohr, Tübingen 1986, ISBN 3-16-145046-9 (Habilitationsschrift Universität Tübingen).
- (Hrsg.): Evangelienharmonien des Mittelalters (= Studiens in theology and religion, Bd. 7). Royal Van Gorcum, Assen 2004, ISBN 90-232-4052-9.
- Marias Lied in Luthers Deutung. Der Kommentar zum Magnifikat (Lk 1, 46b–55) aus den Jahren 1520/21 (= Spätmittelalter und Reformation, N.R., Bd. 34). Mohr Siebeck, Tübingen 2007, ISBN 978-3-16-149066-8.
- Tradition und Neubeginn. Martin Luther in seinen frühen Jahren (= Spätmittelalter, Humanismus, Reformation, Bd. 79). Mohr Siebeck, Tübingen 2014, ISBN 978-3-16-153057-9.

Festschrift
- Ulrike Hascher-Burger u. a. (Hrsg.): Between lay piety and academic theology. Studies presented to Christoph Burger on the occasion of his 65th birthday (= Brill's series in church history and religious culture, Bd. 46). Brill, Leiden 2010, ISBN 978-90-04-18600-2 (Bibliographie: S. 533–544).